# Rivalen (1990)
Rivalen, auch Road to Hell – Von Rache getrieben (Originaltitel Across the Tracks), ist ein US-amerikanisches Sportler- und Familiendrama von Sandy Tung aus dem Jahr 1990. Es wirft einen Blick auf die Probleme von Teenagern und die Rivalität zwischen den von Rick Schroder und Brad Pitt gespielten Brüdern Billy und Joe Maloney. Carrie Snodgress ist als deren Mutter Rosemary zu sehen.

## Handlung
Billy Maloney, ein jugendlicher Autoknacker, kehrt nach seiner Entlassung aus der Besserungsanstalt nach Hause zurück. Mit seinem älteren Bruder Joe geht er nun auf dieselbe High School. Joe nutzt dort sein läuferisches Talent, um an ein Stipendium für die Universität zu gelangen. Er ist sehr beliebt und gilt als Star an der Schule, während Billy ein Außenseiter bleibt. Joe überredet Billy, der sich auch als laufbegabt herausstellt, sich ebenfalls in einer Laufgruppe anzumelden. Joe versucht immer wieder seinem jüngeren Bruder zu helfen, der zudem noch unter Albträumen leidet. Als Billys alter Freund Louie versucht, ihn in illegale Drogengeschäfte zu verwickeln, spitzt sich der Konflikt zwischen den Brüdern zu.
Billy glaubt, dass ihr Vater Joe mehr geliebt habe als ihn selbst, aber Joe empfindet das ganz anders. Er erklärt seinem Bruder, dass ihr Vater ihn stets mit seinen hohen Erwartungen unter Druck gesetzt habe. Billy tritt nun tatsächlich als Läufer ins Team einer rivalisierenden Schule ein und die beiden Brüder treten als Rivalen auf der Aschenbahn gegeneinander an. Billy ist schließlich der schnellere Läufer. Nachdem Joe Billy im Wettlauf unterliegt, verliert er den Mut und betrinkt sich. Hierbei trifft er zufällig auf Louie, dem er nach einem Streit eine Kiste voller Drogen abnimmt und diese in den Fluss wirft, damit er sie nicht an Billy weitergeben kann.
Joe möchte anschließend im alles entscheidenden Rennen zunächst nicht antreten, aber Billy überzeugt ihn doch zu starten. Da sie beide sehr gute Läufer sind, kommt es zu einem Kopf-an-Kopf-Rennen und Billy lässt Joe absichtlich gewinnen, weil er weiß, wie viel für diesen auf dem Spiel steht. Nach einem kurzen Streit über diese Angelegenheit trennen sich die Brüder und Joe wird von Louie wegen der Drogen zur Rede gestellt. Es kommt zu einer Schlägerei und Billy, der noch in der Nähe ist, kommt Joe zu Hilfe, wobei Louie außer Gefecht gesetzt wird. Jetzt endlich versöhnen die Brüder sich endgültig. Am Ende verabschieden sie sich, Joe steigt in den Bus und fährt zur Universität, da er das Stipendium erhalten hat.

## Produktion
| Figur            | Darsteller             | Deutscher Sprecher  |
| ---------------- | ---------------------- | ------------------- |
| Billy Maloney    | Ricky Schroder         | Fabian Harloff      |
| Joe Maloney      | Brad Pitt              | Christian Stark     |
| Rosemary Maloney | Carrie Snodgress       | Angela Stresemann   |
| Louie            | David Anthony Marshall | Charles Rettinghaus |
| Coach Walsh      | Tommy A. Ford          | Gerhart Hinze       |
| Frank            | Jack McGee             | Peter Heinrich      |

Es handelt sich um eine Produktion von Dale Rosenbloom Productions, Tung Films und Desert Productions. Die Dreharbeiten fanden im Zeitraum 14. August bis Oktober 1989 in Los Angeles und Umgebung in Kalifornien statt.
Soundtrack
- Runnin’ Nowhere von J. Blanton – Vortrag: The Royal Court of China
- Die/Cemetary von Buzz – Vortrag: SFS
- Where Do Nice Girls Go To Meet Men von Cindy Cowan und Pam Stanley – Vortrag: Pam Stanley
- Lunch Money von Dale Narins und Joel Goldsmith sowie Tiffanie Poston – Vortrag: Tiffanie Poston
- Buried von Buzz – Vortrag: SFS
- Juicy Lucy von Anthony Gallo, Adam Murray, Erin Bartley & Rick Baggae – Vortrag: Cold Shot
- Higher von C. und T. Cavaso, Adam Murray und Anthony Gallo – Vortrag: Cold Shot
- Won’t Le Me Go von Dale Narins – Vortrag: Tia Carrere
- This is the Time von und mit Dale Narins

## Veröffentlichung
Der unter dem Arbeitstitel Nowhere to Run gedrehte Film wurde erstmals am 28. April 1990 auf dem WorldFest Houston in den USA vorgestellt, bevor er am 15. Februar 1991 in die amerikanischen Kinos kam. Veröffentlicht wurde er zudem 1990 in den Niederlanden (Videopremiere), 1995 in Japan (Videopremiere) und 1996 in Finnland (Videopremiere). Zu sehen war er außerdem in Brasilien, Bulgarien, Kanada, Ungarn, Italien, Polen, Portugal, in der Sowjetunion, in Spanien, Schweden und im Vereinigten Königreich. In Deutschland erschien der Film nicht im Kino, sondern erstmals 2006 auf DVD.
Starmedia Home Entertainment gab den Film am 19. Juli 2006 mit einer deutschen Tonspur auf DVD heraus. Am 26. Juni 2015 erfolgte eine Veröffentlichung durch die Edel Germany GmbH unter dem Titel Across the Tracks Freunde. Rivalen… Brüder.

## Kritiken
„Der junge Brad Pitt gibt Kostproben seiner charismatischen Präsenz als gesetzestreuer Schüler und begeisterter Läufer in diesem gut gespielten und ebenso gemeinten Teenagerdrama um Familie, Loyalität, die Versuchungen der Straße und den ewigen Konkurrenzkampf unter Brüdern.“

„Sportler- und Familiendrama für Teenager, das einen realistischen Blick auf die Probleme und Hoffnungen jener Altersgruppe wirft und sich dabei ihrer unverblümten Alltagssprache bedient.“

„Schönes Pitt-Frühwerk: sensibel und spannend. […] Das Teen-Drama nimmt seine Zuschauer ernst.“

Hal Peterson schrieb auf der Seite ChucksConnection Film Review, dies sei ein interessanter Film und dies vor allem, weil Brad Pitt und Ricky Schroeder hier ihren ersten großen Filmauftritt hätten. Die potentielle Starqualität von Pitt sei bereits in diesem Film zu sehen. Für Schroeder stelle der Auftritt im Film den ersten wirklichen Höhepunkt seiner Karriere dar. Während ein Großteil der Handlung sich den Problemen widme, die Teenie-Filme gemeinhin ausmachten, seien die Darbietungen von Pitt und Schroeder von Bedeutung, weil sie ein frühes Beispiel für die dramatischen Fähigkeiten der beiden Schauspieler liefern würden.
Derek Winnert meinte, die Filmhandlung sei glaubwürdig geschrieben, werde echt dargeboten und überzeugend mit einem Gefühl für Tempo und Zielstrebigkeit sowie einem echten Gespür für die Probleme der Jugend gespielt, Auch die Sprache sei stark, bemängelte jedoch, dass der Film in der Version fürs Fernsehen geschnitten worden sei.
Auf der Seite EFilmCritic befasste sich Jack Sommersby mit dem Film und verglich ihn mit John Hughes faden Highschool-Bildern. Across the Track sei gegenüber diesen eine kleine Offenbarung. Jemand mit dem Namen Sandy Tung habe es irgendwie geschafft, die Geschichte so aufzubauen, dass der Zuschauer ein echtes Interesse daran habe. Pitt habe unbestreitbar Charisma und obwohl Schroder in seiner Rolle als böser Junge nicht wirklich kraftvoll sei, beweise er Mut und Entschlossenheit.